# Première circonscription de la préfecture de Fukui
La première circonscription de la préfecture de Fukui (福井県第1区, Fukui-ken dai-ikku) est l'une des deux circonscriptions législatives que compte la préfecture de Fukui au Japon.

## Description géographique
Entre 1994 et 2013, la première circonscription de la préfecture de Fukui était composée de la ville de Fukui et des districts d'Asuwa (ja) et Yoshida.
Depuis 2013, elle comprend les villes de Fukui, Ōno, Katsuyama, Awara et Sakai ainsi que le district de Yoshida,.

## Députés
| Législature | Début de mandat | Fin de mandat | Député élu          | Parti politique | Parti politique |
| ----------- | --------------- | ------------- | ------------------- | --------------- | --------------- |
| 41e         | 1996            | 2000          | Ryūzō Sasaki (ja)   |                 | Shinshintō      |
| 42e         | 2000            | 2003          | Isao Matsumiya (ja) |                 | PLD             |
| 43e         | 2003            | 2005          | Isao Matsumiya (ja) |                 | PLD             |
| 44e         | 2005            | 2009          | Tomomi Inada        |                 | PLD             |
| 45e         | 2009            | 2012          | Tomomi Inada        |                 | PLD             |
| 46e         | 2012            | 2014          | Tomomi Inada        |                 | PLD             |
| 47e         | 2014            | 2017          | Tomomi Inada        |                 | PLD             |
| 48e         | 2017            | 2021          | Tomomi Inada        |                 | PLD             |
| 49e         | 2021            | 2024          | Tomomi Inada        |                 | PLD             |
| 50e         | 2024            | -             | Tomomi Inada        |                 | PLD             |